# Kiến điên Tawny
Kiến điên Tawny (Danh pháp khoa học: Nylanderia fulva) là một loài kiến điên có nguồn gốc Nam Mỹ. Hiện nay chúng là một loài xâm lấn tại Hoa Kỳ.

## Đặc điểm
Kiến điên Tawny sở hữu sức tàn phá khủng khiếp nhất trong các loài côn trùng cùng loại tuy không cắn đau như kiến lửa. Trong cơn đói, chúng sẽ nghiền nát toàn bộ những sinh vật sống trong phạm vi của chúng. Ngoài những thức ăn thông thường, kiến điên cũng giết cả các loài động vật có khả năng cạnh tranh nguồn thực phẩm với chúng. Với kích thước nhỏ bé nhưng được bù lại bởi số lượng cùng sự hung hãn, kiến điên có thể tấn công và giết chết những con vật có trọng lượng lớn.
Khi bị tấn công, những con kiến này, giống như  kiến formicine khác, có thể cắn nhưng không đốt và tiết ra axit formic thông qua một vòng tròn có lông hoặc acidopore trên phần cuối của bụng, sử dụng nó như một nọc độc, điều này gây ra cơn đau trong phút chốc nhanh chóng biến mất. Axit formic được đặt tên theo từ tiếng Latinh formica (kiến), vì nó được chưng cất lần đầu tiên từ kiến vào thế kỷ 17. Đặc biệt, loài kiến này cũng sử dụng axit formic làm thuốc giải độc chống lại nọc độc alkaloid của kiến lửa (được gọi là các solenopsin). Ancaloit trong nọc độc của kiến lửa đã được chứng minh là có khả năng gây tê liệt mạnh đối với các loài cạnh tranh, do đó, loài kiến này có thể đã phát triển một sự đề kháng bằng cách cố định axit của độc tố nọc độc.

## Loài xâm lấn ở Hoa Kỳ
Những ghi nhận sớm nhất về sự hiện diện N. fulva ở Hoa Kỳ là từ Brownsville, Texas, ở 1938. Đến đầu những năm 2000, loài kiến này lan rộng khắp vùng đông nam của Texas  bao gồm hơn 27 quận hạt Các vụ nổ số lượng lớn cũng đã được mô tả ở St Croix thuộc quần đảo Virgin thuộc Hoa Kỳ; trong nhiều trường hợp loài kiến bị xác định nhầm là họ hàng gần của nó, loài kiến lông điên, Nylanderia pubens.Tính đến năm 2012, loài kiến đã thành lập quần thể ở tất cả các bang của Bờ biển vùng Vịnh của Hoa Kỳ. Loài kiến này bị coi là loài xâm lấn. Tính đến  năm 2021 khu vực có N. fulva chỉ giới hạnn ở phía nam đất nước này.
Không chỉ tác động xấu tới hệ sinh thái, kiến điên còn sẵn sàng làm tổ ở mọi nơi, bao gồm cả sân vườn, móng nhà hay thậm chí là ổ điện, gây ảnh hưởng trực tiếp tới cuộc sống con người.
Số lượng đông đảo của kiến điên khiến chúng trở thành loài gây hại nhiều hơn. Kiến điên xâm lấn cuộc sống con người, làm tổ ở bất kể nơi nào chúng thấy thuận lợi. 

## Sức hút đối với thiết bị điện
Sự xâm nhập của  Nylanderia fulva  trong thiết bị điện có thể gây ra đoản mạch, đôi khi do kiến gặm lớp cách điện và hệ thống dây điện. Sự quá nhiệt, ăn mòn và hỏng hóc cơ học cũng do sự tích tụ của kiến chết và tổ mảnh vụn trong các thiết bị điện.Nếu một con kiến bị điện giật, nó có thể tiết ra pheromone báo động khi sắp chết, khiến những con kiến khác lao tới và tìm kiếm kẻ tấn công. Nếu một số lượng đủ lớn kiến tụ tập, nó có thể làm hỏng hệ thống.
Không rõ tại sao các đàn Nylanderia fulva lại bị thu hút bởi các thiết bị điện. Chúng có thể cảm nhận được từ trường bao quanh dây dẫn dòng điện, hoặc chúng có thể thích hơi ấm tạo ra do điện trở đối với dòng điện trong dây. Một số người cho rằng chúng chỉ đơn giản là đang tìm kiếm thức ăn hoặc một nơi hấp dẫn để làm tổ.

## Kiểm soát
Dù con con người đã sử dụng các biện pháp nhằm ngăn chặn loài động vật này nhưng không mang lại mấy hiệu quả, chưa thể giải thích tại sao sự có mặt của kiến điên khiến kiến lửa tháo chạy và cơ chế nào giúp loài động vật này không bị tiêu diệt trước những hóa chất của con người.
Vào năm 2015, người ta phát hiện loài nấm sống kí sinh Myrmecomorba nylanderiae phát triển trên cơ thể loài kiến này. Vào tháng 3 năm 2022, nghiên cứu sâu hơn đã chỉ ra rằng loại nấm đơn bào này có thể là một biện pháp kiểm soát sinh học hiệu quả đối với loài kiến màu nâu đỏ.